# Włocławek (gemeente)
De gemeente Włocławek is een landgemeente in het Poolse woiwodschap Koejavië-Pommeren, in powiat Włocławski.
De zetel van de gemeente is in Włocławek.
Op 30 juni 2004 telde de gemeente 6371 inwoners.

## Oppervlakte gegevens
In 2002 bedroeg de totale oppervlakte van gemeente Włocławek 219,92 km², waarvan:
- agrarisch gebied: 33%
- bossen: 49%

De gemeente beslaat 14,94% van de totale oppervlakte van de powiat.

## Demografie
Stand op 30 juni 2004:
| Omschrijving                   | Totaal | Totaal | Vrouwen | Vrouwen | Mannen | Mannen |
| ------------------------------ | ------ | ------ | ------- | ------- | ------ | ------ |
| eenheid                        | aantal | %      | aantal  | %       | aantal | %      |
| inwoners                       | 6371   | 100    | 3198    | 50,2    | 3173   | 49,8   |
| bevolkingsdichtheid (inw./km²) | 29     | 29     | 14,5    | 14,5    | 14,4   | 14,4   |

In 2002 bedroeg het gemiddelde inkomen per inwoner 1344,26 zł.

## Plaatsen
Adaminowo, Dębice, Dobiegniewo, Dobra Wola, Dąb Mały, Dąb Polski, Dąb Wielki, Gróbce, Humlin, Jazy, Józefówo, Kolonia Dębice, Kosinowo, Koszanowo, Kruszyn, Kruszynek, Ludwinowo, Ładne, Łagiewniki, Łączki, Łuba Druga, Markowo, Modzerowo, Mostki, Mursk, Nowa Wieś, Pińczata, Płaszczyzna, Poddębice, Potok, Przerytka, Przyruda, Radyszyn, Ruda, Skoki Duże, Skoki Małe, Smolarka, Smolarskie, Smólnik, Smólsk, Stasin, Sykuła, Świętosław, Telążna Leśna, Telążna Stara, Warząchewka Królewska, Warząchewka Nowa, Warząchewka Polska, Widoń, Wikaryjskie, Wistka Królewska, Wistka Szlachecka, Wójtowskie, Zuzałka.

## Aangrenzende gemeenten
Baruchowo, Brudzeń Duży, Brześć Kujawski, Choceń, Dobrzyń nad Wisłą, Kowal, Lubraniec, Nowy Duninów, Włocławek
- Library of Congress Control Number: no2010017083
- Virtual International Authority File: 303443347